# Между ночью и днём
«Между ночью и днём» (нем. Zwischen Nacht und Tag) — фильм ГДР 1975 года режиссёра Хорста Э. Брандта.
Фильм снят при поддержке Киностудии им. Горького с участием советских актёров, участник конкурсной программы 9-го Московского кинофестиваля.

## Сюжет
Москва, май 1941 года, вокруг царит мирная жизнь: дети играют, молодые люди влюбляются, все строят планы. Но среди них измучен предчувствием надвигающейся беды Эрих Вайнерт, немецкий поэт и коммунист, эмигрант в СССР, который не может вернуться на Родину где хозяйничают нацисты. Его преследуют воспоминания — как рос в Германии фашизм в 1930-х годах, затем трагедия в Испании, отступление в Париж, вскоре бегство из захваченной немцами Франции в СССР… И тревога за хрупкий мир всё больше охватывает его…

«Между ночью и днем» называется фильм ГДР, рассказывающий об антифашисте Эрихе Вайнерте и охватывающий период с мая по июль 1941 года. Из стихов и песен, из дневников и записных книжек Вайнерта создатели картины выстроили драматические подробности внутреннего конфликта патриота и антифашиста.— Советский экран, 1975

## В ролях
- Курт Бёве — Эрих Вайнерт
- Герман Байер — Карл
- Михаэль Кристиан — Фред
- Вольфганг Грезе — Вильгельм
- Елена Драпеко — Зинаида
- Леонид Реутов — Володя
- Катя Парвла — Ли Вейнерт
- Штефан Лизевский — Ганс
- Гудрун Риттер — жена Карла
- Герт Гючов — Р.
- Борис Кордунов — актёр
- Иван Рыжов — сторож
- Дитмар Рихтер-Райник — Кумпель
- Рудольф Ульрих — Петер
- Гиза Штолль — Эльза
- Ольга Штруб — Марианна